# (32104) 2000 KR52
2000 KR52 (asteroide 32104) é um asteroide da cintura principal. Possui uma excentricidade de 0.18517880 e uma inclinação de 5.21548º.
Este asteroide foi descoberto no dia 24 de maio de 2000 por LONEOS em Anderson Mesa.